# Superioribus
Superioribus és una sèrie i un personatge de còmic espanyol creat en 1987 per Jan. La sèrie consta d'historietes d'una pàgina en blanc i negre que parodien els còmics de superherois i apareixien com a complement als còmics d'aquest gènere de Comics Forum.

## Trajectòria editorial
El personatge de Superioribus va ser creat a suggeriment de Antonio Martín com a complement de les revistes La Patrulla X i Los Nuevos Vengadores (on es publicaven respectivament The Uncanny X-Men i The West Coast Avengers) de Comics Forum. Aquest superheroi apareix per primera vegada en l'especial de Nadal de Los Nuevos Vengadores de 1987 felicitant les festes als lectors, però la seva primera historieta i presentació del personatge va ser en el número 60 de La Patrulla X el gener de 1988. Es va publicar de manera semiregular fins al número 88 de La Patrulla X, a desembre de 1989. De març a juny de 1988 es van publicar tres pàgines al mes, donat que La Patrulla X tenia periodicitat quinzenal, condició que va perdre per evitar apropar-se en excès a la publicació americana. El 1999 Planeta-DeAgostini va treure un àlbum recopilatori del personatge (ISBN: 84-395-7023-6).

## Característiques
La sèrie de Superioribus consta d'historietes autoconclusives d'una pàgina realitzades en blanc i negre per diferenciar-se d'una altra paròdia superheroica de el mateix autor molt més coneguda, Superlópez.
Les historietes estan protagonitzades per Superioribus, un superheroi amb gran quantitat de superpoders i bona intenció, però no gaire intel·ligent per la qual cosa sovint no fa servir les seves habilitats de la millor manera possible. Així, per exemple en una de les seves historietes veu un obrer caure des d'un bastida pel que vola ràpidament ... per posar-li un casc. En una altra ocasió, un conductor li demana ajuda per empènyer un cotxe i Superioribus li dona tal cop que el vehicle queda descontrolat i sense poder frenar. Al publicar-se a Fòrum, Jan pot usar en la seva paròdia personatges de l'Univers Marvel, si bé apareixen de forma tangencial. Així, en una historieta Superioribus demana ajuda a Thor per penjar un quadre amb el seu martell o té problemes per veure una pel·lícula al cinema perquè a Iron Man li grinyola la seva armadura.

## Crítica
A la Guia bàsica d'el còmic es diu que amb aquesta sèrie Jan «va aconseguir una paròdia de l'superheroi tant o més aconseguida que la realitzada amb Superlópez».